# Flaglor Scooter
 (novembre 2024).
La mise en forme du texte ne suit pas les recommandations de Wikipédia : il faut le « wikifier ».
Les points d'amélioration suivants sont les cas les plus fréquents. Le détail des points à revoir est peut-être précisé sur la page de discussion.
- Les titres sont pré-formatés par le logiciel. Ils ne sont ni en capitales, ni en gras.
- Le texte ne doit pas être écrit en capitales (les noms de famille non plus), ni en gras, ni en italique, ni en « petit »…
- Le gras n'est utilisé que pour surligner le titre de l'article dans l'introduction, une seule fois.
- L'italique est rarement utilisé : mots en langue étrangère, titres d'œuvres, noms de bateaux, etc.
- Les citations ne sont pas en italique mais en corps de texte normal. Elles sont entourées par des guillemets français : « et ».
- Les listes à puces sont à éviter, des paragraphes rédigés étant largement préférés. Les tableaux sont à réserver à la présentation de données structurées (résultats, etc.).
- Les appels de note de bas de page (petits chiffres en exposant, introduits par l'outil «  Source ») sont à placer entre la fin de phrase et le point final[comme ça].
- Les liens internes (vers d'autres articles de Wikipédia) sont à choisir avec parcimonie. Créez des liens vers des articles approfondissant le sujet. Les termes génériques sans rapport avec le sujet sont à éviter, ainsi que les répétitions de liens vers un même terme.
- Les liens externes sont à placer uniquement dans une section « Liens externes », à la fin de l'article. Ces liens sont à choisir avec parcimonie suivant les règles définies. Si un lien sert de source à l'article, son insertion dans le texte est à faire par les notes de bas de page.
- La présentation des références doit suivre les conventions bibliographiques. Il est recommandé d'utiliser les modèles {{Ouvrage}}, {{Chapitre}}, {{Article}}, {{Lien web}} et/ou {{Bibliographie}}. Le mode d'édition visuel peut mettre en forme automatiquement les références.
- Insérer une infobox (cadre d'informations à droite) n'est pas obligatoire pour parachever la mise en page.

Pour une aide détaillée, merci de consulter Aide:Wikification.
Si vous pensez que ces points ont été résolus, vous pouvez retirer ce bandeau et améliorer la mise en forme d'un autre article.
 (mars 2025).
Le Flaglor Scooter est un U.L.M conçu aux États-Unis au milieu des années 1960 par Ken Flaglor. Il s'agit d'un monoplan à ailes hautes, propulsé initialement par un moteur de voiturette de golf Cushman (en), puis remplacé par un moteur Volkswagen pour améliorer ses performances. L'appareil se distingue par sa structure en tubes d'acier et en bois, recouverte de toile, et ses ailes soutenues par des haubans métalliques, ce qui en fait un modèle atypique dans la catégorie des ultralégers.

## Conception et développement
Le Flaglor Scooter est un monoplan à ailes hautes, renforcé par des haubans, avec un moteur monté sur le bord d'attaque de l'aile, au-dessus et devant le siège du pilote. Sa structure est en tube d'acier soudé et en bois, recouverte de toile, et son train d'atterrissage est conventionnel et court. Les ailes sont composées de nervures en bois et d'un double longeron, soutenues par des haubans métalliques. Initialement conçu pour être propulsé par un moteur de voiturette de golf Cushman de 18 chevaux, il a été équipé d'un moteur Volkswagen automobile après que le moteur initial se soit avéré insuffisant pour les performances souhaitées.

## Historique
- 1967 : Premier vol du Flaglor Scooter.
- 1967 : Démonstration au EAA AirVenture Oshkosh à Rockford, Illinois. Le design reçoit les prix d'Outstanding Ultralight et Outstanding Volkswagen-powered aircraft.
- 1969 : Le moteur initial (Cushman 18 ch) est remplacé par un moteur automobile Volkswagen converti Huggins Volkswagen).
- 1971 : Publication d'articles dans des revues spécialisées, notamment dans Air Progress et Air Trails (en), pour montrer les caractéristiques techniques de cet appareil.
- 1972 : Le coût unitaire du Flaglor Scooter est estimé à 800$ US par Popular Mechanics.

## Caractéristiques techniques
- Type : aéronef ultraléger motorisé
- Concepteur : Ken Flaglor
- Premier vol : Juin 1967
- Coût unitaire : 800 USD (1972)
- Construction : Fuselage en tubes d'acier soudés ou en bois, revêtement en toile
- Moteur : Moteur automobile Volkswagen refroidi à air (conversion Huggins)
- Puissance : 30 kW (40 ch)
- Ailes :
  - Aile haute, haubané
  - Nervures en bois et construction à double longeron avec haubans en fil de fer
- Poids :
  - Poids à vide : 180 kg
  - Poids maximum : 300 kg
- Dimensions :
  - Longueur : 4,78 m
  - Envergure : 8,64 m
  - Hauteur : 2,13 m
  - Surface de l’aile : 10,7 m²
- Performance :
  - Vitesse maximale : 145 km/h
  - Autonomie : 282 km
  - Taux de montée : 3,0 m/s (600 ft/min)
  - Capacité : 1 pilote
- Train d'atterrissage : Conventionnel à jambes courtes[2].